# 里村街道
里村街道，是中华人民共和国江西省景德镇市珠山区下辖的一个乡镇级行政单位。

## 行政区划
里村街道下辖以下地区：
新峰巷社区、陶雨社区、竟成岭社区、庆安社区、铁路社区、马鞍山社区、前街社区、罗家坞社区、八卦山社区、维裕社区和电厂留守处家委会。